# Престол (епископский)
Престо́л епи́скопский, в христианстве: иносказательное определение:
- епископской власти,
- местопребывания управления епархией (для предстоятелей — пап и патриархов — церковью),

а также (реже), в прямом смысле — то же, что и кафедра как почётное место самого епископа в кафедральном соборе.

## История
Епископские резиденции, наряду с торговыми эмпориями и резиденциями крупных феодалов стали основными градообразующими центрами в период раннего средневековья. Такие города отличало большая концентрация клерикального населения, поскольку кроме собственно епископской резиденции в них обычно располагались монастыри нищенствующих орденов. При этом именно в епископских городах, где непосредственным сеньором был епископ, наиболее остро развернулась борьба за коммунальные права.

## Этимология в различных языках
Епископское место (кафедра) было наиболее ранним символом власти епископа, — подчёркивает «Католическая Энциклопедия», и потому соответствующее существительное также часто употребляется применительно ко всей территории, на которую распространяется власть первого духовного лица, причём не обязательно епископского ранга. Во тех языках, где  история словоупотребления «престол» в иносказательном смысле та же, что и используемого в этих же обстоятельствах термина «кафедра» (лат. cathedra, греч. καθεδρα — кресло, трон): почётное седалище, предназначенное для епископа в храме, передаёт ассоциацию с епископской властью и является её символом.
В английском языке «епископский престол» имеет иную этимологию, связанную со словом диоцез, причём в английском языке также (но по иной причине) возникает специфический омонимический эффект. Название места для сидения епископа производится здесь от лат. sedes — ср. рус. седалище, сидеть. Но если в романских языках этот корень сохранился (исп. Sede episcopal, порт. Sé episcopal), то в английском он преобразовался в англ. Episcopal see. Возникающий здесь омоним с глаголом «видеть» (англ. see) может вызывать здесь ложную ассоциацию со «смотрением» как аллегорией (епископской) власти.
Пример словоупотребления:
- Holy See — Святой Престол (престол Папы римского).
- В документе «The Lay Council and Congress of the See of Ebbsfleet» выражение „within the see of Ebbsfleet“ переводится как «в пределах прихода Эббсфлит». С другой стороны, может подразумеваться и более крупная единица — например, патриархат («Christianity in Crete (to 827)»).

В русском языке возникает несколько дополнительных омонимических эффектов:
- словом престол в православных храмах также называется «главная принадлежность алтаря христианского храма… четырёхсторонний стол, стоящий посередине алтаря и служащий местом совершения евхаристии»[3].
- само почётное седалище епископа в храме может также называться и словом трон, которое в обыденной речи обычно ассоциируется с соответствующим местом для сидения монарха, либо — иносказательно — также и как иносказательное определение монаршей власти.

Пример словоупотребления:

Когда блаженный Иоанн, епископ новгородский, после двадцатилетних трудов своих по управлению паствою, ослабев в силах, оставил епископский престол и удалился в монастырь, — тогда сей блаженный Нифонт, уже просиявший лучами добродетелей своих по всем странам, по воле Божией был избран всеми на епископский престол новгородский и был рукоположён во епископы в Киеве митрополитом Михаилом.— Св. Димитрий, митрополит Ростовский. Житие преподобного отца нашего Нифонта, епископа Новгородского
В других языках смешения епископского и алтарного престола нет: последний называется либо по камню, освящаемому епископом и размещённом в алтаре католического храма (англ. Altar stone), или нем. и пол. Mensa, от лат. mensa — стол. Святым Столом (греч. Αγία Τράπεζα — но не «святой трапезой» в смысле еды!) называется алтарный престол и в Греции; сама словоформа греч. Τράπεζα одновременно является прародительской и для «трапеции» как четырёхугольной геометрической фигуры — по определению, алтарному столу в православии положено быть четырёхугольным, о четырёх столпах.